# Rutland
Rutland /ˈɹʌtlənd/ es uno de los cuarenta y siete condados de Inglaterra, Reino Unido, con capital en Oakham. Ubicado en la región Midlands del Este limita al norte y este con Lincolnshire, al sur con Northamptonshire y al oeste con Leicestershire. Con una superficie de 382 km² es el más pequeño de todos los condados, y también el menos poblado, con tan solo 41 151 habitantes según el censo de 2022.
Las dos ciudades principales son Oakham, la capital, y Uppingham. El centro del condado es una gran reserva natural, Rutland Water. La ciudad de Stamford está situada justo en el límite de Lincolnshire. El punto más alto del condado se sitúa en el parque Cold Overton, con una altitud de 197 m s.n.m.

## Historia
La zona noroeste del condado aparece referida como Rutland, una parte de Nottinghamshire, en los antiguos libros sajones; la parte sudeste correspondía a Northamptonshire. La primera mención como condado independiente aparece en 1159, pero a finales del siglo XIV se le denomina Soke de Rutland.
En el siglo XIX quedó dividido en los distritos de Alstoe, East, Martinsley, Oakham y Wrandike.
El condado entró a formar parte de Leicestershire durante la reforma del gobierno local de 1974, pero se le retornó su estatus de condado por petición popular el 1 de abril de 1997.

## Demografía
| Año  | Población |
| ---- | --------- |
| 1831 | 19 380    |
| 1861 | 21 861    |
| 1871 | 22 073    |
| 1881 | 21 434    |
| 1891 | 20 659    |
| 1901 | 19 709    |
| 1991 | 33 228    |
| 2001 | 34 560    |

## Monumentos y lugares de interés
- Tolethorpe Hall
- El río Eye